# Miķeļbāka
Miķeļbāka är en bemannad fyr i Miķeļtornis i Lettland omkring 34 kilometer nordöst om Ventspils. Den markerar södra sidan av inseglingen till Rigabukten genom Svorbesundet. Den norra sidan  markeras av Sõrve fyr på ön Ösel i Estland.
Den första fyren på platsen tändes år 1885. Den var 55 meter hög och byggd av tegel och var på sin tid den högsta fyren i det som senare blev Lettland. Fyren och fyrvaktarbostaden besköts med artilleri under första världskriget och reparerades provisoriskt. År 1915 flyttades fyrapparaten och generatorn till Ryssland. De tyska ockupanterna lät istället installera en acetylenlampa i fyren.

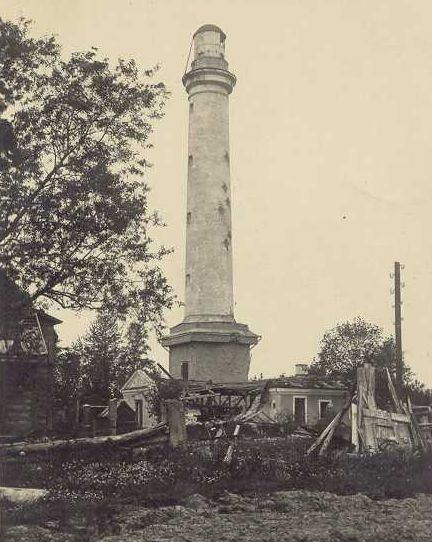
Den skadade fyren år 1916.

Fyren revs år 1932 och två år senare uppfördes en provisorisk fyr av trä. Den sprängdes i sin tur av Röda armén år 1941. År 1946 byggde man ett nytt provisorium, ett 30 meter högt torn av trä.
Den nuvarande fyren byggdes år 1957 av betongsten. Den är 56 meter hög och är därmed den högsta fyren i Baltikum. Fyren står på en åttkantig, svart sockel. Lanterninen är rödmålad och tornet är vitt. Fyrapparaten visar två vita blixtar var sjätte sekund. Lysvidden är 19 sjömil. 
Den tunga fyren står på en sanddyn och lutar allt mer. Fyrplatsen kan besökas men fyren är stängd för besökare. Förr kunde man ta sig upp till utsiktsplatsen via de 293 trappstegen.